# Dextrarum iunctio

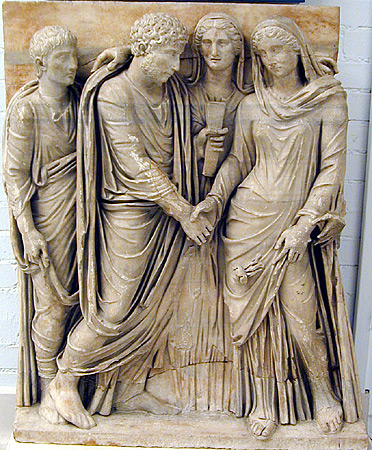
Frammento di rilievo da un sarcofago, età imperiale, conservato presso Museo di Capodimonte.

La dextrarum iunctio era la stretta di mano cerimoniale che due sposi facevano al momento del matrimonio. La rappresentazione dei coniugi nell'atto di stringersi la mano destra (dextrarum iunctio inter coniuges) è un tema ricorrente dell'iconografia romana pagana e cristiana, a partire dalla fine dell'età repubblicana sino all'inizio del VII secolo.
La scena, rimasta immutata per secoli, raffigurava i due coniugi nell'atto di stringersi la destra alla fine del rito nuziale, con il marito vestito della toga, che tiene nella mano sinistra un rotolo, l'atto ufficiale nel matrimonio (libellus), mentre la moglie trattiene il lembo del velo che le copre il capo, allontanandolo dal viso; altre volte pone, con gesto affettuoso, il braccio sinistro sulle spalle del marito.